# Piatra Șoimului
Piatra Șoimului è un comune della Romania di 8 395 abitanti, ubicato nel distretto di Neamț, nella regione storica della Moldavia. 
Il comune è formato dall'unione di 4 villaggi: Luminiș, Negulești, Piatra Șoimului, Poieni.